# Penelope Anne Coelen
Penelope Anne Coelen (n. 15 aprilie 1940, Durban, Uniunea Africii de Sud) este un fotomodel, care a câștigat în anul 1958 titlul Miss World în fața a 22 de candidate care proveneau din Europa, America, Asia și Africa.